# 短序黑三棱
短序黑三棱（学名：Sparganium glomeratum）为黑三棱科黑三棱属下的一个种。

## 扩展阅读
- 維基物種上的相關：短序黑三棱